# أندرو وايت (لاعب كريكت)
أندرو وايت (بالإنجليزية: Andrew White)‏ (3 يوليو 1980 في المملكة المتحدة - ) هو لاعب كريكت أيرلندي. شارك مع منتخب أيرلندا للكريكت. أما مع النوادي، فقد لعب مع نادي مقاطعة نورثامبتونشير للكريكت ‏.

## وصلات خارجية
- أندرو وايت على موقع إي آس بي آن كريك إنفو (الإنجليزية)